# Klaus Mann
Pour les articles homonymes, voir Mann.
Klaus Heinrich Thomas Mann, né le 18 novembre 1906 à Munich, mort le 21 mai 1949 à Cannes et inhumé au cimetière du Grand Jas, est un écrivain allemand, naturalisé américain. Il est le fils de l'écrivain Thomas Mann, le neveu de Heinrich Mann et le frère, entre autres, d'Erika et Golo Mann.
Entré en littérature dans les premières années de la république de Weimar, il se montre d'abord sensible à un esthétisme inspiré par Stefan George et écrit La Danse pieuse, le premier roman allemand homosexuel. Il quitte l'Allemagne lors de l'arrivée au pouvoir des nazis en 1933 ; son œuvre prend une nouvelle orientation, résolument engagée. Déchu de la nationalité allemande en 1935, il devient peu après citoyen tchécoslovaque. Installé aux États-Unis en 1938, il prend la nationalité américaine en 1943 et s'engage dans l'armée américaine. Victime de la drogue, dépressif, ne trouvant pas sa place dans l'Europe de l'après-guerre, il se suicide en avalant une forte dose de somnifères.
Son œuvre, négligée de son vivant, n'a été redécouverte que bien des années après sa mort. Il est aujourd'hui considéré comme l'un des représentants les plus importants de la littérature de langue allemande du XXe siècle, en particulier de la littérature de l'émigration.

## Biographie

### La jeunesse

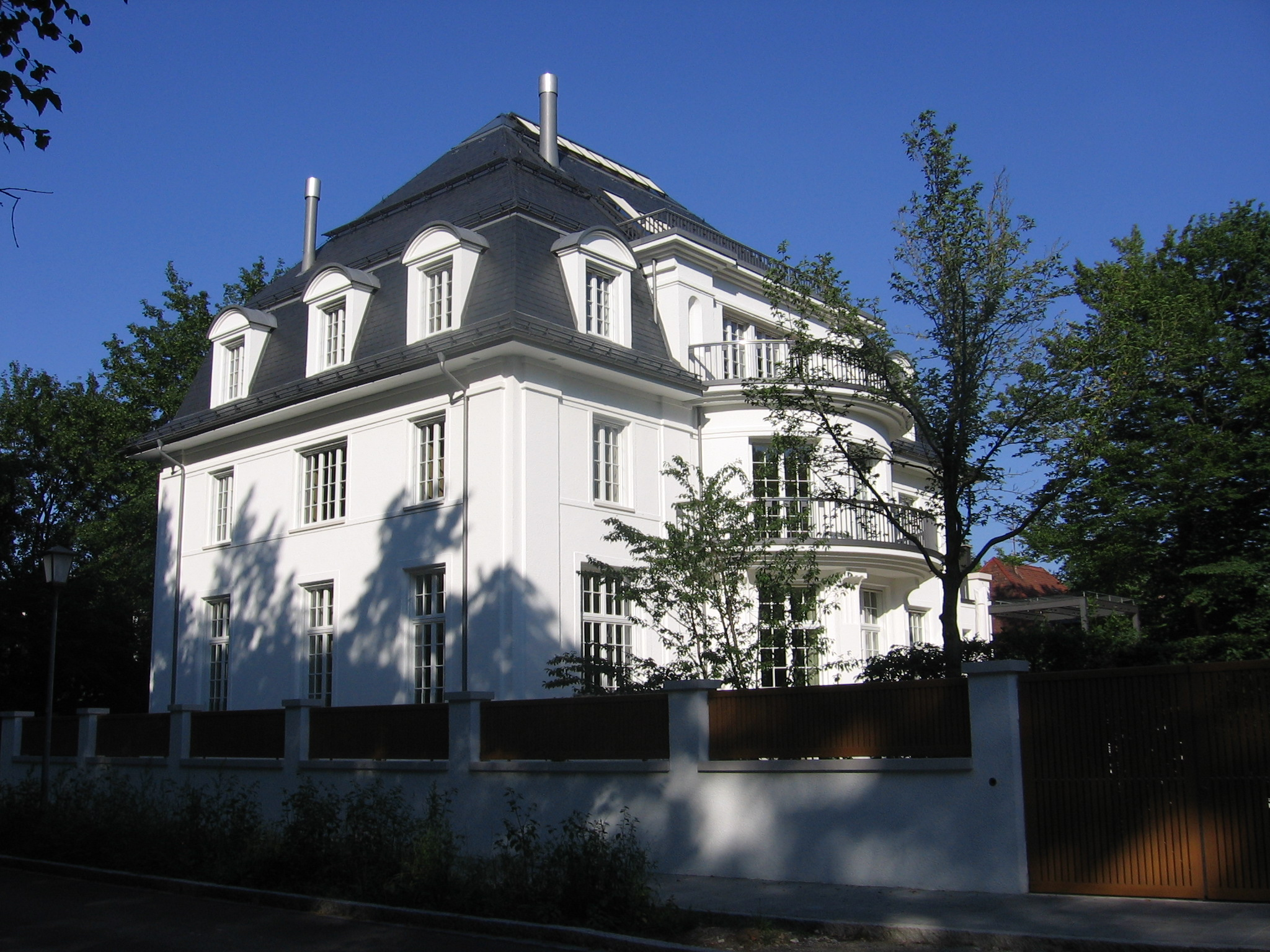
Maison des Mann, Poschingerstrasse, à Munich.

Né à Munich, Klaus Mann est le deuxième enfant et le fils aîné de Thomas Mann et de son épouse Katia Pringsheim. Issue d'une famille de Juifs sécularisés, sa mère appartient à la bourgeoisie intellectuelle munichoise, milieu dans lequel son père, né dans une famille protestante et patricienne de Lübeck, est entré par son mariage et par l'immense succès de son roman Les Buddenbrook en 1901. Dans la famille Mann, Klaus est affectueusement appelé « Eissi ».
Fils et neveu d'écrivains illustres (il porte leur nom et leurs deux prénoms), Klaus baigne dès l'enfance dans un milieu artistique et pourra publier très jeune ses premiers textes. En revanche, il souffrira toute sa vie de la comparaison et ne sera longtemps considéré que comme le fils de Thomas Mann. Les relations avec son père, surnommé « le Magicien » dans sa famille, sont ambivalentes, souvent empreintes de distance et de froideur. Les relations avec sa mère, surnommée « Mielein », sont plus chaleureuses, mais c'est surtout avec Erika, sa sœur aînée, surnommée « Eri », qu'il entretient, jusqu'à sa mort, les relations les plus étroites, comme le montre leur correspondance, au point qu'on a pu les qualifier de « jumeaux ».
Klaus voit le jour à Munich, dans le quartier de Schwabing. En 1910, la famille déménage au 13 de la rue Mauerkircher, à Bogenhausen, dans deux appartements de quatre pièces reliés entre eux, pour loger une famille désormais de six personnes, après la naissance de Golo et de Monika, ainsi que le personnel de la maison. Enfin, en 1914, elle s'installe au 1 Poschingerstrasse, à Herzogpark.
À partir de 1908, la famille passe les mois d'été dans une maison de campagne bâtie à Bad Tölz, qui sera vendue en 1917 pour financer un emprunt de guerre. En avril 1918, Elisabeth (« Medi ») voit le jour, puis Michael (« Bibi ») l'année suivante.
De 1912 à 1914, Klaus et Erika étudient dans une école privée, l'institut d'Ernestine Ebermayer. Puis ils passent deux ans dans l'école primaire de Bogenhausen.
En 1915, Klaus souffre d'une péritonite et passe deux mois dans une clinique. « Cela m'a certainement marqué à vie d'avoir approché la mort de si près à cet âge. En me frôlant, l'ombre de la mort m'a laissé son empreinte », écrit-il à ce sujet, dans sa première autobiographie Je suis de mon temps. Par ailleurs, Klaus et sa sœur aînée Erika créent en 1919, avec Ricki Hallgarten, fils d'une famille d'intellectuels juifs, un petit théâtre pour enfants, le Laienbund Deutscher Mimiker (l'« union des mimes allemands amateurs »), qui met en scène huit pièces pendant trois ans. Bien que les représentations aient lieu dans un cadre privé, les participants montrent un réel souci de professionnalisme, pouvant être maquillés, parfois avec l'aide d'un maquilleur. À cette époque, Klaus veut devenir acteur et noircit ses cahiers d'écolier de vers et de pièces de théâtre.

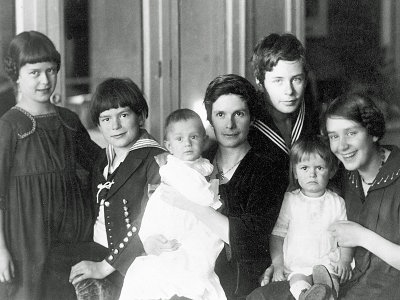
Katia Mann et ses enfants en 1925. Klaus est le troisième en partant de la droite.

Dans la maison familiale défilent à cette époque des visiteurs aussi prestigieux que les écrivains Bruno Frank, Hugo von Hofmannsthal, Jakob Wassermann et Gerhart Hauptmann, ou Samuel Fischer, l'éditeur de Thomas Mann. Ils ont pour voisin le compositeur et chef d'orchestre Bruno Walter, qui fait découvrir aux enfants Mann la musique classique et l'opéra. Les parents leur lisent des auteurs du monde entier. Dès l'âge de douze ans, Klaus se met lui-même à lire un livre par jour. À quinze ans, il montre ses exigences en manière de littérature par le choix de ses auteurs préférés : Platon, Friedrich Nietzsche, Novalis et Walt Whitman.
Après l'école primaire, Klaus entre au Wilhelmsgymnasium de Munich, où il s'ennuie ferme et a des résultats médiocres. En avril 1922, après un bulletin scolaire désastreux, Erika et Klaus, qui ont aussi une mauvaise note de conduite, sont envoyés dans un foyer à la campagne, à Hochwaldhausen, dans la région de Vogelsberg, près de Fulda. En juillet, Erika revient à Munich, tandis que Klaus, en septembre 1922, entre dans l'internat progressiste du pédagogue Paul Geheeb, la Odenwaldschule, à Oberhambach. Toutefois, il s'éprend d'un camarade de classe, Uto Gartmann, et il décide de quitter l'internat, en juin 1923. « Il avait le visage que j'aimais. Pour certains visages, on peut éprouver de la tendresse si l'on vit assez longtemps et que le cœur est sensible. Mais il n'y a qu'un visage qu’on aime. C'est toujours le même, on le reconnaît entre mille », écrit-il, à propos de ce garçon, dans sa deuxième autobiographie Le Tournant. Il n'en conservera pas moins des liens avec l'école.
De retour dans la demeure familiale, il suit des cours privés, avant d'arrêter ses études, au début de 1924, peu avant l'Abitur.
Aux environs de Pâques, il passe quelques semaines chez Alexander von Bernus, un ami de son père, à l'abbaye de Neuburg, près de Heidelberg, où il travaille à un recueil de nouvelles autobiographiques, à des poèmes et à des chansons de cabaret.
Au début de septembre, Erika entre dans la troupe de Max Reinhardt au Deutsches Theater de Berlin. Klaus l'accompagne et occupe pendant quelques mois, l'année suivante, le poste de critique dramatique dans une revue berlinoise. Il publie ses premières nouvelles dans divers journaux et périodiques.
En juin 1924, Klaus se fiance avec son amie d'enfance, Pamela Wedekind, la fille aînée du dramaturge Frank Wedekind. Les fiançailles seront finalement rompues en janvier 1928. Pamela Wedekind se mariera en 1930 avec Carl Sternheim, le père de leur amie commune Thea, dite « Mopsa » Sternheim.

### L'esthète

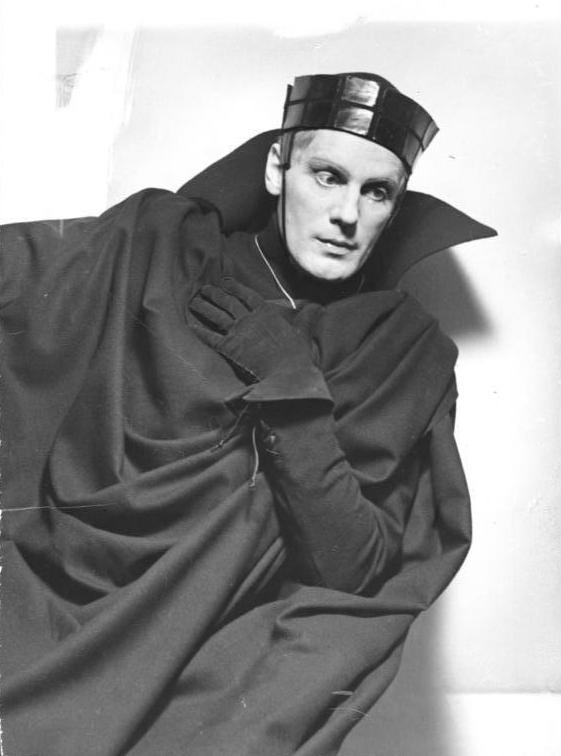
Gustaf Gründgens en 1936 dans le rôle d'Hamlet.

En 1925, à dix-huit ans, Klaus publie sa première pièce de théâtre et un recueil de nouvelles. Anja et Esther, qui traite de sujets du temps qu'il a passé en internat, est représentée pour la première fois à Munich le 20 octobre 1925 puis au Kammerspiele de Hambourg le 22 octobre. À Hambourg, Klaus et Erika se produisent sur scène avec Pamela Wedekind et Gustaf Gründgens. La pièce, prenant pour thème l'amour lesbien, connaît un succès de scandale.
La même année, Klaus Mann fait son premier grand voyage à l'étranger, qui le conduit en Angleterre, à Paris, Marseille, en Tunisie, à Palerme, Naples et Rome. Dans son premier roman, La Danse pieuse, paru en 1926, il témoigne publiquement de son homosexualité. Alors qu'elle est amoureuse de Pamela Wedekind, Erika se marie le 24 juillet 1926 avec le comédien Gustaf Gründgens, qui connaît les Mann depuis 1922 et serait, à cette époque, l'amant de son frère.
En 1927, Klaus part sur un coup de tête pour les États-Unis, avec Erika, et voyage à travers le monde pendant neuf mois, visitant le Japon, la Corée, la Sibérie, les États-Unis... À leur retour, Klaus et Erika écrivent ensemble Tout autour - L'aventure d'un voyage autour du monde, un carnet de voyage humoristique. À Paris, Klaus fait la connaissance, en 1928, d'André Gide, dont il fait son maître à penser et son modèle, de Jean Cocteau, dont il adapte le roman Les Enfants terribles pour la scène en 1930, et de René Crevel, dont il devient l'ami. Il découvre également les cercles surréalistes parisiens. D'abord plein de sympathie pour ce mouvement culturel, il s'en éloigne au début des années 1940, dénonçant, dans L'Avant-garde, hier et aujourd'hui (1941) et Le Cirque surréaliste (1943), l'engagement communiste et le « culte du chef » d'André Breton.
Les premières années artistiques de Klaus Mann sont troublées ; son homosexualité fait souvent de lui l'objet de moqueries, et il a des difficultés relationnelles avec son père, qui est assez sévère sur son travail d'écrivain.
Fasciné, dans un premier temps, par l'esthétisme fin de siècle et le raffinement artistique, il développe, dans ses essais du début des années 1930 à 1933, la figure de l'artiste, selon la formule qu'il emploie à propos de Gottfried Benn, comme un « Moi radicalement solitaire, dans un isolement tragique ». Tout engagement politique lui semble alors exclu. En tant que citoyen, l'écrivain peut avoir des idées politiques, mais sa « passion créatrice » doit disposer d'un espace autonome. Si Klaus Mann admire tant Cocteau, c'est qu'à ses yeux, il représente le « fanatique de la forme pure », celui qui oriente toute son activité sur sa position d'artiste. Pourtant, à la même époque, influencé par la figure de Gide, il évolue de l'esthétisme vers l'engagement du moraliste et se détache de Gottfried Benn.

### Sexualité
Klaus Mann  publie en 1926 La Danse pieuse, le premier roman ouvertement homosexuel de la littérature allemande. Dans son autobiographie, Le Tournant, il évoque les tourments de sa propre homosexualité qu'il met en parallèle de celle de Piotr Illitch Tchaïkovski : "Cette forme particulière de l'amour qui fut son destin, je la connaissais, je n'avais que trop l'expérience des inspirations et des humiliations, des longs tourments et des brèves et fugitives béatitudes que cet Eros apporte avec lui. On ne sacrifie pas à cet Eros-là sans devenir un étranger dans notre société, telle qu'elle est; on ne pactise pas avec cet amour-là sans en recevoir une blessure mortelle."

### L'engagement

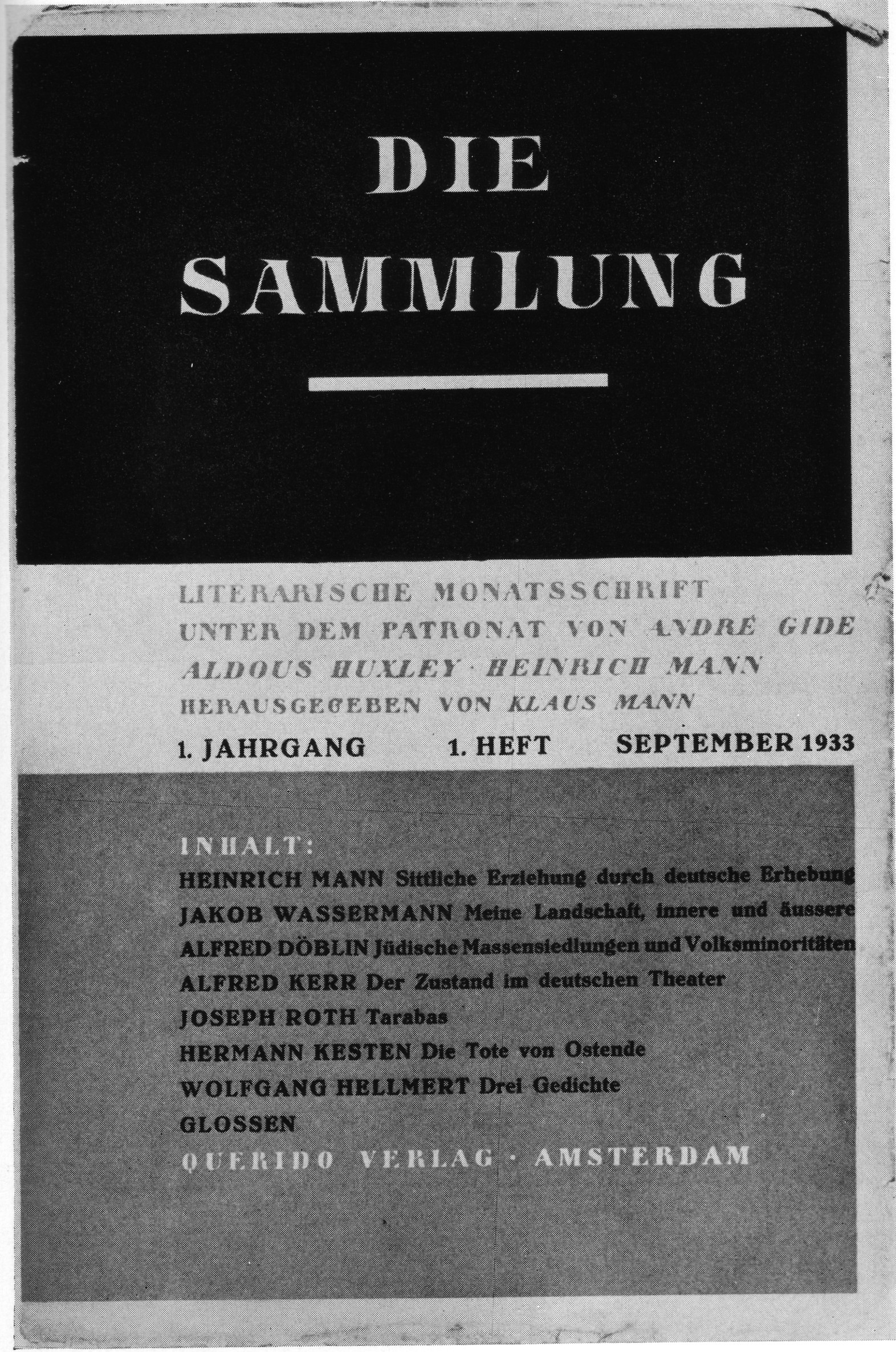
Couverture de Die Sammlung (septembre 1933)

Opposant de la première heure au nazisme, il quitte l'Allemagne dès le 13 mars 1933, après avoir participé à la création du cabaret Die Pfeffermühle, et il passe les années suivantes entre Amsterdam, la France et la Suisse, où s'est installée sa famille. En exil, il fonde à Amsterdam une revue littéraire de combat contre les nazis, Die Sammlung, qui paraît du 1er septembre 1933 au 1er juillet 1935, éditée par les éditions amstellodamoises Querido. Parmi les collaborateurs, on trouve Ernst Bloch, Bertolt Brecht, Albert Einstein, Léon Trotski, Ernest Hemingway, Boris Pasternak et Joseph Roth. Toutefois, plusieurs se retirent bientôt devant la menace de Berlin d'interdire leurs livres en Allemagne, notamment Alfred Döblin, l'autrichien Stefan Zweig et son propre père, Thomas Mann.
Le 1er novembre 1934, il est déchu de la nationalité allemande ; mais, grâce à l'intervention du président Beneš, la famille Mann obtient la citoyenneté tchécoslovaque. Comme Gide et Heinrich Mann, Klaus Mann participe, en 1935, à Paris, au Congrès international des écrivains pour la défense de la culture contre la guerre et le fascisme, après le XIIIe congrès international du PEN club allemand à Barcelone. Il se désespère de voir attribuer les jeux olympiques de 1936 à Berlin : « Quand on aime la paix, on ne doit pas pratiquer la politique de l’autruche, car c’est elle qui mène à la guerre (…). Quand on aime la paix, on ne va pas assister à des festivités sportives de propagande dans un pays où tous ceux qui ne pensent pas comme la clique au pouvoir sont réduits au silence, proscrits ou assassinés. »
En 1936, Il se rend en reportage en Espagne avec sa sœur Erika. Il part ensuite pour quatre mois de conférences aux États-Unis. Il devient de plus en plus dépendant à la drogue, qu'il a découverte dans les années 1920, et sombre dans la dépression. Après une cure de désintoxication à Budapest — motivée par le désir de construire une relation durable avec Thomas Quinn Curtis, qu'il a rencontré au mois de mai — il se rend, en septembre 1937, aux États-Unis, où il passe de nouveau quatre mois. À son retour en Europe, il suit une seconde cure de désintoxication dans une clinique privée de Zurich. En juin-juillet 1938, il participe avec Erika à la guerre d'Espagne comme correspondant. En 1939, ils publient ensemble un livre sur l'émigration allemande, Escape to Life, retraçant l'histoire d'Einstein, Brecht, Carl Zuckmayer, Ernst Toller, Max Reinhardt et George Grosz ; le livre est encensé par le public et la critique. De même, Le Volcan, l'œuvre la plus importante et la plus ambitieuse de Klaus Mann, paraît aux éditions Querido après deux années de travail : Klaus Mann y développe sa vision utopiste d’un humanisme socialiste où chacun trouve sa place, « même les toxicomanes, les homosexuels, les anarchistes ». Son père lui écrit : « Je l'ai lu de bout en bout, avec émoi et amusement... Plus personne ne contestera que tu es meilleur que la plupart — ce qui explique ma satisfaction en te lisant... ».
Après son installation aux États-Unis, en septembre 1938, il vit entre Princeton, dans le New Jersey, et New York, où il fonde une nouvelle revue littéraire, Decision, destinée à promouvoir une pensée cosmopolite ; cependant, faute d'un financement satisfaisant et malgré un bon accueil du public, la revue ne paraît que de janvier 1941 à février 1942. Dégoûté par la langue allemande qui, à ses yeux, est pervertie par les nazis, Klaus Mann décide d'y renoncer et se met à écrire en anglais ; cependant, cet abandon lui cause d'infinies souffrances et il reviendra par la suite à sa langue maternelle. Victime d'un syndrome dépressif que la fougue de son engagement intellectuel ne parvient pas à compenser, se sentant de plus en plus seul et sans le sou, il tente de se suicider, en s'ouvrant les veines. En 1942, il fait paraître à New York The Turning Point (Le Tournant), une autobiographie en anglais qu'il reprendra après la guerre en allemand, et Speed, un récit poignant sur la solitude, la nostalgie et le désespoir. En 1943, il écrit l'essai André Gide et la crise de la pensée européenne.
Engagé dans l'armée américaine — comme de nombreux autres émigrés allemands, qui furent surnommés Ritchie Boys —, il passe six mois à Fort Dix, dans l'Arkansas, de janvier à juillet 1943, puis est muté comme public relations au Station Complement (compagnie de l'État-Major). Le 25 septembre 1943, il est officiellement naturalisé américain. Parti pour l'Afrique du Nord le 24 décembre 1943, il arrive à Casablanca le 2 janvier 1944 et participe à la campagne d'Italie dans le service psychologique de l'armée (Psychological Warfare Branch), pour lequel il rédige des tracts destinés aux stations de radio et aux haut-parleurs des tranchées et des textes de propagande incitant les soldats allemands à se rendre. En 1945, il collabore au quotidien de l'armée américaine The Stars and Stripes. Envoyé en reportage en Autriche et en Allemagne, il visite la maison familiale de Munich, confisquée par les nazis en 1933 et à moitié détruite par les bombardements alliés, découvre le camp de concentration de Theresienstadt et interviewe Hermann Göring, Richard Strauss, Emil Jannings et Franz Lehár. Démobilisé le 28 septembre 1945, il séjourne à Rome et Amsterdam, avant de partir pour New York et la Californie.

### Le difficile après-guerre

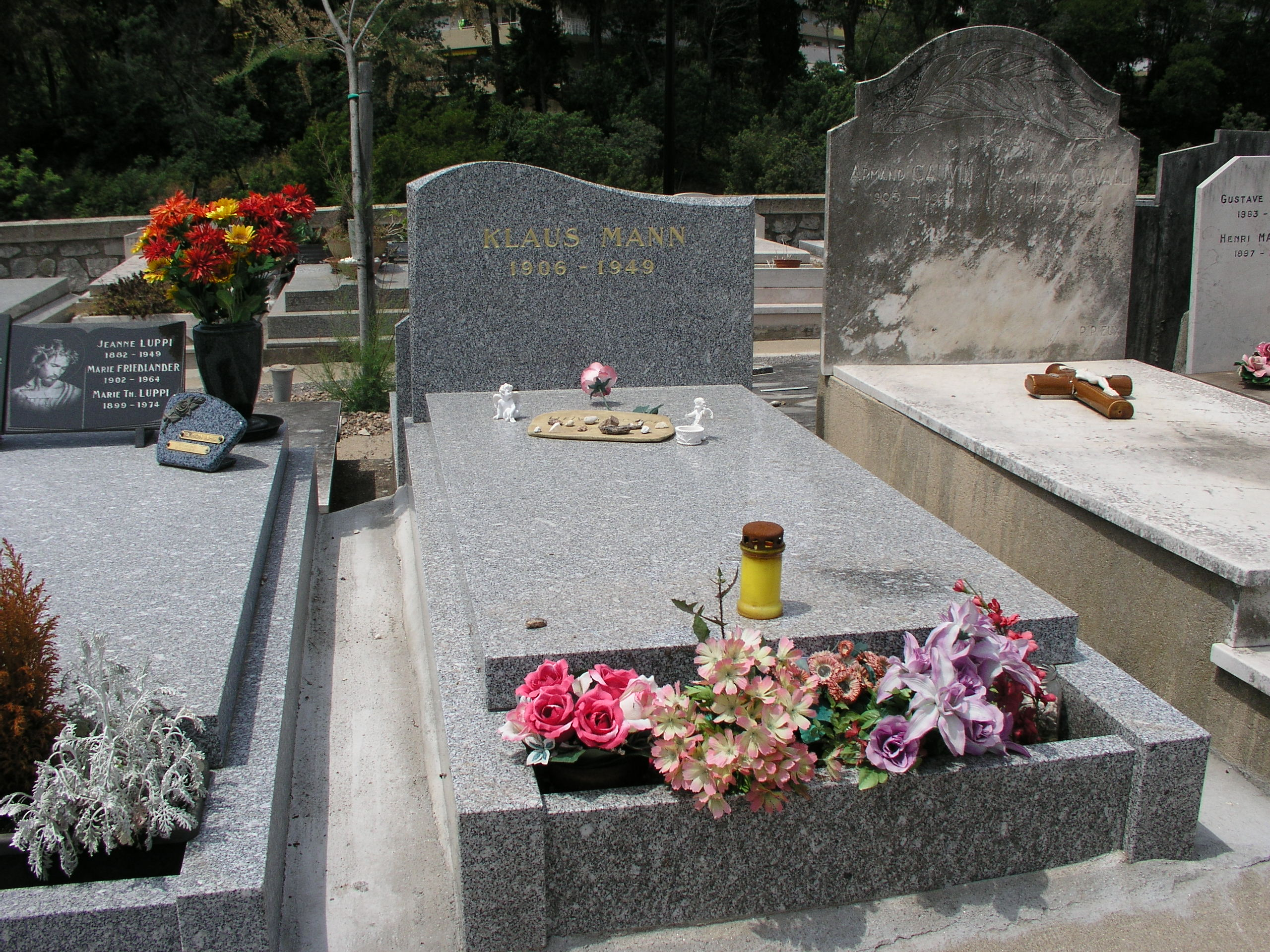
Tombe de Klaus Mann, au cimetière du Grand Jas, à Cannes.

Après la guerre, il se propose, en tant que journaliste, de participer à la rééducation des Allemands, mais il s'aperçoit bientôt, avec tristesse et dégoût, que les écrivains de l'exil sont méconnus dans leur pays, et presque sans avenir. À cette époque, ses livres sont refusés par les éditeurs de la République fédérale d'Allemagne. Lucide sur la crise de la conscience européenne, il exprime de sérieux doutes sur la dénazification de l'Allemagne.
En proie à de graves difficultés matérielles, désespéré par le suicide de son ami Stefan Zweig, après celui de René Crevel en 1935 et celui d'Ernst Toller en 1939, sentant sa sœur Erika, avec laquelle il a toujours eu des liens très forts, s'éloigner de lui, Klaus sombre à nouveau dans la drogue, dont il avait réussi à se débarrasser en 1938, après des années de dépendance, alternant périodes de sevrage et rechutes. Après une tentative de suicide manquée en 1948, il peine à écrire son nouveau roman The Last Day. Il n'arrive pratiquement plus à écrire que sous l'emprise de la drogue. En 1949, il effectue pour la troisième fois une cure de désintoxication, à la clinique Saint-Luc, à Nice.
À la toute fin de sa vie, il loge dans une pension de famille, au pavillon de Madrid, à Cannes. Le 21 mai 1949, il est retrouvé inanimé dans sa chambre, après avoir absorbé une forte quantité de barbituriques (somnifères). Transporté à la clinique Lutetia, il meurt quelques heures plus tard, à l'âge de quarante-deux ans. Seul membre de sa famille venu à l'enterrement, Michael joue du violon au bord de la tombe de son frère aîné.

Dans son journal, Thomas Mann écrit à Stockholm, le 22 mai 1949 : « Il n'aurait pas dû faire ça. L'acte s'est visiblement produit alors qu'il ne s'y attendait pas lui-même, avec des somnifères qu'il avait achetés dans une droguerie à New York. Son séjour à Paris a été lourd de conséquences (morphine). » Un mois et demi plus tard, il écrit à Hermann Hesse : 

« Mes rapports avec lui étaient difficiles et point exempts d'un sentiment de culpabilité puisque mon existence projetait par avance une ombre sur la sienne [...]. Il travaillait trop vite et trop facilement. »

Sur sa tombe, au cimetière du Grand Jas (carré 16), sa sœur, Erika, a fait graver une phrase de l'évangile selon Luc, qui devait servir d'exergue à The Last Day, le roman politique auquel Klaus Mann travaillait juste avant sa mort : 

« Celui qui cherche à sauver sa vie la perdra, mais celui qui perd sa vie, celui-là la sauvera. »

## Carrière littéraire
Klaus Mann est l'auteur de textes politiques (Escape to Life, en collaboration avec Erika Mann, sa sœur), mais aussi d'articles de presse, de pièces de théâtre (Anja et Esther en 1925) et de romans, tels que La Danse pieuse et Fuite au Nord (1934). Il s'affirme également comme un grand romancier avec Symphonie pathétique (1935), et surtout Mephisto (1936), le plus célèbre de ses livres, le premier publié à Amsterdam, ainsi que Le Volcan (1939).
La Danse pieuse est le premier roman allemand ouvertement homosexuel.
Fuite au Nord raconte l'histoire d'une militante communiste, Johanna, réfugiée en Finlande, où elle va devoir choisir entre son amour pour un homme et son engagement politique, engagement auquel elle décide finalement de tout sacrifier. Ce roman renvoie à la nécessité pour les intellectuels de renoncer à leur tour d'ivoire afin de s'engager dans le combat politique (en quoi Klaus Mann s'oppose à Stefan George, tenant de l'art pour l'art et l'un de ses maîtres en littérature avec Frank Wedekind).
Symphonie pathétique n'est autre qu'une biographie romancée de Tchaïkovski.
Mephisto raconte la carrière d'un grand comédien, à la fois ambitieux et lâche, prêt à toutes les compromissions avec le régime nazi, préférant sacrifier son honneur pour accéder à la gloire publique, même si c'est au prix d'une déchéance personnelle. Ce roman a été inspiré à Klaus Mann par la biographie de son beau-frère, l'acteur Gustav Gründgens. L'auteur pour sa part, faisant preuve d'une extrême lucidité dès le début, n'a jamais marqué la moindre hésitation et s'est toujours refusé à toute concession ou compromis avec le pouvoir en place. Mephisto est considéré comme l'un des meilleurs romans du XXe siècle. Une adaptation théâtrale très libre a été écrite par Tom Lanoye sous le titre Mephisto for ever. Ariane Mouchkine signe une adaptation théâtrale qu’elle met en scène avec le Théâtre du Soleil, à la Cartoucherie, en 1979. Le roman inspire aussi un film réalisé par István Szabó, en 1981, avec Klaus Maria Brandauer dans le rôle titre d’Hendrik Höfgen.
Ludwig décrit de manière romancée vingt-quatre heures de la vie d'un homme, en fait le dernier jour du roi Louis II de Bavière, considéré comme fou, en tout cas déclaré tel par ses rivaux, et, à ce titre, enfermé et très étroitement surveillé. Le cinéaste italien Luchino Visconti s'est inspiré de ce texte pour réaliser en 1973 son film Le crépuscule des dieux.
Le Volcan est une chronique des exilés allemands entre 1933 et 1939.
Après une première autobiographie, Je suis de mon temps (parue en 1932), sa deuxième autobiographie intitulée Le Tournant (éditée d'abord en anglais, avant d'être réécrite en allemand après la guerre et publiée en 1952) constitue un témoignage d'un intérêt exceptionnel, tant sur la vie intellectuelle et littéraire allemande dans les années 1920, que sur la condition des Allemands exilés sous le régime nazi. De même, il laisse un volumineux Journal, dont la rédaction couvre la période allant de 1931 à 1949 et qui représente un important témoignage sur un homme, ses rencontres, ses convictions, ses doutes, sa fascination pour la mort.
En 1968, le Tribunal constitutionnel fédéral allemand interdit la publication de Mephisto au motif qu'il faut attendre que se dissipe le souvenir du défunt. En 1981, bravant une interdiction formelle, les éditions Rowohlt décident d'éditer le roman, qui devient immédiatement un bestseller. Plus largement, dans les années 1970-1980, Klaus Mann, qui n'était guère considéré jusque-là que comme le fils de Thomas Mann, connaît enfin la reconnaissance pour son œuvre, regardée à présent, avec la réédition de ses livres, comme l'une des plus originales de sa génération.

## Œuvre

### Romans
- Der fromme Tanz: Das Abenteuerbuch einer Jugend, 1926 Publié en français sous le titre La Danse pieuse : livre d'aventures d'une jeunesse, traduit par Michel-François Demet, Paris, Grasset, 1993  (ISBN 2-246-45751-3) ; réédition, Paris, LGF, coll. « Le Livre de poche. Biblio » no 3241, 1995  (ISBN 2-253-93241-8) ; réédition, Paris, Grasset, coll. « Les cahiers rouges », 2006  (ISBN 978-2-246-45752-7)
- Alexander: Roman der Utopie, 1929 Publié en français sous le titre Alexandre : roman de l’utopie, traduit Ralph Lepointe ; préface de Jean Cocteau, Paris, Stock, Delamain et Boutelleau, 1931 (BNF 32414088) Publié en français sous le titre Alexandre : roman de l'utopie, traduit par Pierre-François Kaempf, Malakoff, Solin, 1989  (ISBN 2-85376-069-3) ; réédition avec Ludwig dans une traduction révisée par Corinna Gepner, Paris, Phébus, coll. « Littérature étrangère », 2012  (ISBN 978-2-7529-0567-3) ; réédition de la traduction révisée, Paris, Libretto, 2019  (ISBN 978-2-36914-529-5)
- Treffpunkt im Unendlichen, 1932 Publié en français sous le titre Point de rencontre à l'infini, traduit par Corinna Gepner, Paris, Phébus, 2010  (ISBN 978-2-7529-0374-7)
- Flucht in den Norden, 1934 Publié en français sous le titre Fuite au Nord, traduit par Jean Ruffet, Paris, Grasset, 1998  (ISBN 2-246-47911-8) ; réédition, Paris, LGF, coll. « Le Livre de poche. Biblio » no 3364, 2002
- Symphonie pathétique: Ein Tschaikowsky-Roman, 1935 Publié en français sous le titre Symphonie pathétique : le roman de Tchaïkovski, traduit par Frédérique Daber et Gabrielle Merchez, Paris, J.-C. Godefroy, 1984  (ISBN 2-86553-029-9) ; réédition, Paris, Grasset, coll. « Les cahiers rouges », 2006  (ISBN 2-246-45741-6)
- Mephisto: Roman einer Karriere, 1936 Publié en français sous le titre Mephisto. Histoire d’une carrière, traduit par Louise Servicen, ; préface de Michel Tournier, Paris, Denoël, coll. « Arc-en-ciel », 1975 (BNF 34564156) ; réédition, Paris, Grasset, coll. « Les cahiers rouges » no 177, 1993  (ISBN 2-246-45721-1)
- Der Vulkan: Roman unter Emigranten, 1939 Publié en français sous le titre Le Volcan. Un roman de l’émigration allemande (1933–1939), traduit par Jean Ruffet, Paris, O. Orban, 1982  (ISBN 2-85565-196-4)  ; réédition, Paris, Grasset, coll. « Les cahiers rouges » no 178, 1993  (ISBN 2-246-45731-9)
- The Last Day, 1949, fragment d'un roman inachevé

### Essais, nouvelles, récits et textes autobiographiques
- Maskenscherz. Die frühen Erzählungen (1924-1932), récits, Rowohlt, 1990 Choix de huit textes publiés en français sous le titre Avant la vie, traduits par Isabelle Taillandier, Le Vésinet, La Reine Blanche, 2020  (ISBN 978-2-491528-08-9) (BNF 46554171)
- Vor dem Leben: Novellen, 1925, récits
- Kindernovelle, 1927, nouvelle. Publié en français sous le titre Nouvelle d'enfance, traduit par Pierre Deshusses, Paris, Rivages 2021  (ISBN 2743652381)
- Heute und Morgen, 1927, essai Publié en français sous le titre Aujourd'hui et demain : l'esprit européen, 1925-1949, traduit par Corinna Gepner et Dominique Laure Miermont, Paris, Phébus, coll. « Domaine étranger », 2011  (ISBN 978-2-7529-0516-1)Mit dem Blick nach Deutschland. Der Schriftsteller und das politische Engagement. Herausgegeben und mit einem Nachwort von Michel Grunewald, München, edition spangenberg im Ellermann Verlag 1985,  (ISBN 3-7707-0206-9)
- Abenteuer, 1929, nouvelles Publié en français sous le titre Génération perdue, traduit par Dominique Laure Miermont & Inès Lacroix-Pozzi, Molay, Éditions du Chemin de fer, 2009  (ISBN 978-2-916130-22-4)
- Auf der Suche nach einem Weg, 1931, essais
- Vergittertes Fenster, 1937, nouvelle Publié en français sous le titre Ludwig. Nouvelle sur la mort du roi Louis II de Bavière, traduit par Pierre-François Kaempf, Aix-en-Provence, Alinéa, coll. « Domaine allemand », 1987  (ISBN 2-904631-36-4) ; réédition avec Alexandre dans une traduction révisée par Corinna Gepner, Paris, Phébus, coll. « Littérature étrangère », 2012  (ISBN 978-2-7529-0567-3) ; réédition de la traduction révisée, Paris, Libretto, 2019  (ISBN 978-2-36914-529-5)
- Speed. Die Erzählungen aus dem Exil, 1939, nouvelles Publié en français sous le titre Speed, traduit par Dominique Miermont, Paris, Denoël, 1998  (ISBN 2-207-24828-3) ; réédition, Paris, LGF, coll. « Le Livre de poche. Biblio » no 3339, 2000  (ISBN 2-253-93339-2) ; réédition, Paris, Phébus, coll. « Libretto » no 335, 2011  (ISBN 978-2-7529-0517-8)
- André Gide and the Crisis of Modern Thought, 1943, essai Publié en français sous le titre André Gide et la crise de la pensée moderne, traduit par Michel-François Demet, Paris, Grasset, 1999  (ISBN 2-246-45761-0)
- André Gide: Die Geschichte eines Europäers, 1948, essai
- Die Heimsuchung des europäischen Geistes, 1948, essai
- Avant la vie, Reine Blanche, 2020 (choix de nouvelles issu de Maskenscherz. Die frühen Erzählungen, Rowohlt, 1990)

### Théâtre
- Anja und Esther, 1925
- Revue zu Vieren, 1926
- Gegenüber von China, 1929
- Geschwister, 1930 (pièce d'après le roman de Jean Cocteau, Les Enfants Terribles)
- Athen, 1930 (publiée sous le pseudonyme Vincenz Hofer)
- Der siebente Engel, 1946

### Textes autobiographiques et journaux
- Kind dieser Zeit, 1932 Publié en français sous le titre Je suis de mon temps, traduit par Théodore Joran, Éditions Montaigne, Fernand Aubier, éditeur, 1933 (BNF 32414090)
- The Turning Point[9], 1942, Der Wendepunkt, ein Lebensbericht, publication posthume 1952), autobiographie Publié en français sous le titre Le Tournant, traduit par Nicole Roche, avec la collaboration d'Henri Roche, Malakoff, Solin, 1984  (ISBN 2-85376-050-2) ; réédition, avec une préface de Jean-Michel Palmier, sous le titre Le Tournant : histoire d'une vie, Paris, Seuil, coll. « Points. Roman » no 240, 1986  (ISBN 2-02-009179-8) réédition, Paris, 10/18, coll. « Domaine étranger » no 3272, 2001  (ISBN 2-264-03195-6) ; réédition, Arles, Actes Sud, coll. « Babel » no 878, 2008  (ISBN 978-2-7427-7358-9)
- Tagebücher 1931–1949, 1990, publication posthume Publié en français en deux volumes sous les titres Journal. 1, Les années brunes : 1931-1936, traduit par Pierre-François Kaempf, Paris, Grasset, 1996  (ISBN 2-246-46621-0) et Journal. 2, Les années d'exil : 1937-1949, traduit par Pierre-François Kaempf et Frédéric Weinmann, Paris, Grasset, 1998  (ISBN 2-246-56071-3) ; réédition en deux volumes, Paris, LGF, coll. « Le Livre de poche. Biblio » no 3317 et no 3346, 2001  (ISBN 2-253-93317-1) (vol.1) et  (ISBN 2-253-93346-5) (vol.2)

### En collaboration avec Erika
- Rundherum. Ein heiteres Reisebuch, 1929 Publié en français sous le titre À travers le monde, traduit par Dominique Laure Miermont et Inès Lacroix-Pozzi, Paris, Payot, 2005  (ISBN 2-228-90034-6) ; réédition, Paris, Payot, coll. « Petite bibliothèque Payot : voyageurs » no 691, 2008  (ISBN 978-2-228-90380-6)
- Das Buch von der Riviera oder was nicht im Baedeker steht, 1931
- Escape to Life, 1939 Publié en français sous le titre Fuir pour vivre : la culture allemande en exil, traduit par Dominique Miermont, Paris, Éditions Autrement, coll. « Littératures », 1997  (ISBN 2-86260-727-4)
- The Other Germany, 1940

### Correspondance
- Stefan Zweig-Klaus Mann, Correspondance 1925-1941, édition établie et annotée par Dominique Laure Miermont ; traduit et préfacé par Corinna Gepner, Paris, Phébus, coll. « Littérature étrangère », 2014  (ISBN 978-2-7529-0774-5) ; réédition, Paris, Libretto no 540, 2016  (ISBN 978-2-36914-307-9)

### Anthologies publiées en français
- Le Condamné à vivre, traduit par Dominique Miermont, Paris, Denoël, coll. « Denoël & d'ailleurs », 1999  (ISBN 2-207-24886-0)
- Contre la barbarie (1925-1948), traduit par Dominique Laure Miermont et Corina Gepner, Paris, Phébus, 2009  (ISBN 2-7529-0317-0), recueil de 77 textes (essais, chroniques, conférences, lettres) écrits entre 1925 et 1948 ; réédition partielle sous le titre Mise en garde, Paris, Phébus, coll. « Littérature étrangère », 2016  (ISBN 978-2-7529-1066-0)
- Œuvre romanesque, incluant les romans Méphisto ; Le Volcan ; Symphonie pathétique ; La Danse pieuse ; Fuite au Nord, Paris, Grasset, coll. « Bibliothèque Grasset », 2013  (ISBN 978-2-246-79651-0)

## Filmographie

### Au cinéma
- 1946 : Païsa (Paisà), film italien réalisé par Roberto Rossellini
- 1980 : Mephisto, film hongrois réalisé par István Szabó, adaptation du roman éponyme, avec Klaus Maria Brandauer
- 1986 : Flucht in den Norden, film allemand réalisé par Ingemo Engström, adaptation du roman éponyme
- 1999 : Le Volcan (Der Vulkan), film allemand réalisé par Ottokar Runze, adaptation du roman éponyme, avec Nina Hoss
- 2000 : Fuir pour vivre - L'Histoire d'Erika et Klaus Mann (Escape to Life – The Erika and Klaus Mann Story), documentaire d'Andrea Weiss et Wieland Speck, avec Maren Kroymann et Cora Frost

### À la télévision
- 1984 : Le Tournant (Treffpunkt im Unendlichen – Die Lebensreise des Klaus Mann), documentaire réalisé par Heinrich Breloer et Horst Königstein
- 2001 : Thomas Mann et les siens (Die Manns – Ein Jahrhundertroman), téléfilm allemand sur l'histoire de la famille Mann en trois parties (1h40 chacune) de Heinrich Breloer, avec Armin Mueller-Stahl, Veronica Ferres et Sebastian Koch

#### En français
- Michel Grunewald, Klaus Mann 1906-1949. 2 volumes, Peter Lang, Berne (Contacts III, 1.1/1.2) 1984, 999 pages,  (ISBN 3-261-04006-8)
- Marianne Krüll, Les Magiciens. Une autre histoire de la famille Mann, traduit de l'allemand Im Netz der Zauberer. Eine andere Geschichte der Familie Mann par Marielène Weber, Paris, Le Seuil, 1995, 400 pages
- Valérie Robert, Partir ou rester ? les intellectuels allemands devant l'exil, 1933-1939, Paris, Presses Sorbonne Nouvelle, 2001, 435 pages  (ISBN 2-87854-208-8)
- Dieter Strauss et Dominique Miermont, Klaus Mann et la France. Un destin d’exil, Paris, Seghers/Institut Goethe, 2002
- Christian Soleil, Klaus Mann, Le Moulin à poivre, une évocation théâtrale du destin de Klaus Mann, Edilivre, 2009
- Patrick Schindler, Klaus Mann ou le vain Icare, éditions L'Harmattan,  (ISBN 2343236976) /  (ISBN 9782343236971)

#### En anglais
- Peter T. Hoffer, Klaus Mann, Boston, Twayne Publishers, 1978, 149 pages  (ISBN 0-8057-6309-0)
- James Robert Keller, The Role of Political and Sexual Identity in the Works of Klaus Mann, New York, Peter Lang, 2001, 201 pages  (ISBN 0-8204-4906-7)
- Martin Mauthner, German Writers in French Exile, 1933-1940, Londres, Vallentine Mitchell, 2007  (ISBN 978 0 85303 540 4)

#### En allemand
- Wilfried Dirschauer, Klaus Mann und das Exil, Worms, G. Heintz, 1973, 151 pages
- Michel Grunewald, Klaus Mann, 1906-1949 : eine Bibliographie : Verzeichnis des Werks und des Nachlasses von Klaus Mann mit Inhaltsbeschreibung der unveröffentlichten Schriften, Namenregister und Titelverzeichnis, Munich, Spangenberg im Ellermann Verlag, 1984, 266 pages  (ISBN 3-7707-0207-7)
- Fredric Kroll, Klaus Täubert, Rudolf Cyperrek, Klaus-Mann-Schriftenreihe, Hambourg, K. Blahak, Männerschwarm Verlag, 2006, 704 pages  (ISBN 3-935596-95-2)
- Uwe Naumann, Klaus Mann, Reinbek, Rowohlt, 1984, 156 pages  (ISBN 3-499-50332-8)
- Harald Neumann, Klaus Mann : Eine Psychobiographie, Stuttgart, Berlin, W. Kohlhammer, 1995, 185 pages  (ISBN 3-17-013884-7)
- Carol Petersen, Helmut Uhlig, Klaus Mann, Berlin, Morgenbuch, 1996, 93 pages  (ISBN 3-371-00386-8)
- Nicole Schaenzler, Klaus Mann : Eine Biographie, Francfort, New York, Campus, 1999, 464 pages  (ISBN 3-593-36068-3)
- Armin Strohmeyr,
  - Klaus Mann, Munich, Deutscher Taschenbuch Verlag, 2000, 159 pages  (ISBN 3-423-31031-6)
  - Klaus und Erika Mann : Les enfants terribles, Berlin, Rowohlt, 2000, 183 pages
- Bernd Weil, Klaus Mann, Leben und literarisches Werk im Exil, Francfort, R. G. Fischer, 1983, 114 pages  (ISBN 3-88323-474-5)
- Andrea Weiss, Flucht ins Leben : Die Erika und Klaus Mann-story, Reinbek, Rowohlt-Taschenbuch-Verlag, 2000, 219 pages  (ISBN 3-499-22671-5)